# Ragnar Lodbrok
Ragnar Lodbrok (em dinamarquês:  Regnar Lodbrog; em sueco:  Ragnar Lodbrok; em nórdico antigo: Ragnarr Loðbrók; LITERALMENTE Ragnar Calças Felpudas) foi um rei lendário da Dinamarca e da Suécia, que teria reinado durante os séculos VIII e IX.
Segundo a Saga de Ragnar Lodbrok, as "calças felpudas" (lodbrok) de Ragnar Lodbrok eram umas calças de pele de lobo, fervidas em breu, confecionadas para ele enfrentar e matar a serpente monstruosa e muito venenosa que guardava a princesa Tora Borgarhjort.
Ragnar Lodbrok é apresentado pelo cronista dinamarquês Saxão Gramático, no século XIII, como sendo jarl do rei Érico I da Dinamarca, embora tendo origem na dinastia sueca dos Inglingos. Tanto Saxão quanto a saga islandesa Saga de Ragnar Lodbrok descrevem Ragnar como filho do igualmente lendário Sigurdo, o Anel, um rei da Suécia que teria conquistado a Dinamarca. Todavia, os cronistas não concordam com o local de residência principal de Ragnar, se a Suécia ou a Dinamarca.
Segundo a lenda, Ragnar foi casado três vezes: com a skjaldmö Lagertha, com a bela Tora Borgarhjort, e com Aslauga. Diz-se ter sido parente do rei dinamarquês Godofredo e filho do rei sueco Sigurdo, o Anel. Tornou-se rei e distinguiu-se por muitas invasões e conquistas. Há duas histórias diferentes sobre sua morte. Uma delas é que ele foi capturado por seu inimigo, o rei Ela da Nortúmbria, e morto ao ser jogado em um poço cheio de cobras. Seus filhos o vingaram invadindo a Inglaterra com o Grande Exército Pagão. A outra foi que Ragnar morreu de uma combinação de cólera e ferimentos que sofreu ao tentar invadir Paris.

## Historicidade
Para o historiador sueco Dick Harrison, a personagem lendária Ragnar Lodbrok é uma combinação de duas tradições e de dois nomes, uma criação erudita.
Como uma figura lendária, cuja vida não aparece em fontes escritas contemporâneas, a historicidade de Ragnar não é muito clara. Em seu comentário ao livro de Saxão Gramático, denominado Feitos dos Danos, a antiquária inglesa Hilda Ellis Davidson observa que a cobertura da lenda de Ragnar no volume IX do Feitos, aparenta ser uma tentativa de consolidar muitos dos eventos e histórias confusas e contraditórias conhecidas do cronista para o reinado de um rei, Ragnar. É por isso que muitos atos atribuídos a Ragnar no Feitos podem ser associados, através de outras fontes, a várias figuras, algumas das quais mais historicamente documentadas. Entre os candidatos para o "Ragnar histórico" incluem-se:
- Rei Érico I (m. 854);
- Rei Reginfrido (m. 814);
- Um rei que governava parte da Dinamarca e entrou em conflito com Haroldo Klak;
- O Reginhero que atacou Paris na metade do século IX;
- Rognualdo dos Anais irlandeses;
- O pai dos líderes viquingues que invadiram a Inglaterra com o Grande Exército Pagão em 865.[9]

Até agora, as tentativas de vincular firmemente o lendário Ragnar com um ou vários desses homens falharam devido à dificuldade em conciliar os vários eventos e respectivas cronologias. No entanto, a tradição de um herói viquingue chamado Ragnar (ou similar) que causou estragos em meados do século IX na Europa e que gerou muitos filhos famosos é notavelmente persistente, e alguns dos seus aspectos são cobertos por fontes relativamente fiáveis, como a Crônica Anglo-Saxônica. De acordo com Davidson, em 1979, "alguns estudiosos nos últimos anos têm vindo a aceitar pelo menos parte da história de Ragnar como baseada em fatos históricos".

## Na cultura popular
- Ragnar Lodbrok inspirou um personagem da decalogia "Crônicas Saxônicas" do autor inglês Bernard Cornwell, Ragnar o intrépido, um conde (jarl) dinamarquês que participa da invasão à Grã-Bretanha. A obra ainda utiliza, como personagens, Ivar e Ubba, Filhos de Ragnar, e referidos como os irmãos Lodbrok.
- Ragnar Lodbrok é o protagonista da série Vikings do canal History, interpretado pelo ator australiano Travis Fimmel.